# Cymbopogon citratus
Erva-príncipe (português europeu) ou capim-cidreira (português brasileiro) também conhecido por capim-santo ou capim-limão, ou erva cidreira de capim é uma planta herbácea da família Poaceae, nativa das regiões tropicais da Ásia, especialmente da Índia. Cresce numa moita de rebentos (planta cespitosa), propagando-se por estolhos (por isso chamada de estolonífera), os quais apresentam folhas amplexicaules linear-lanceoladas. As suas inflorescências são constituídas por panículas amareladas. No Brasil é muito comum que esta planta seja chamada de "erva-cidreira", que é um nome popular também dado à espécie Melissa officinalis.
A planta é também chamada pelos sinônimos botânicos Andropogon ceriferus, Andropogon citratus, Andropogon citriodorum, Andropogon nardus ceriferus, Andropogon roxburghii e Andropogon schoenanthus. Outros nomes populares são belgate, belgata, chá-de-estrada, chá-príncipe (ou apenas príncipe), chá-do-gabão, capim-cidrão, capim-cidrilho, capim-cidró, capim-santo, capim-de-cheiro, capim da lapa, citronela (erroneamente), capim-cheiroso, capim-catinga, patchuli, pachuli, capim-marinho, capim-membeca, palha de camelo, esquenanto e chá de caxinde (em Angola), caninha-de-cheiro ou cana-de-cheiro.
É uma planta usada em medicina popular, sendo, para esse efeito, utilizadas as folhas que, em infusão, têm propriedades febrífugas, sudoríficas, analgésicas, calmantes, antidepressivas, diuréticas e expectorantes, além de ser bactericida, hepatoprotectora, antiespasmódica, estimulante da circulação periférica, estimulante estomacal e da lactação.
Em 2003, foi descoberta uma importante aplicação médica para a espécie, quando o cientista japonês Tomoyuki Ohno descobriu que o óleo essencial desta planta pode ser utilizado para matar a bactéria do estômago Helicobacter pylori. O cientista descobriu também que a bactéria não desenvolve resistência ao óleo. O tratamento recomendado pelo estudo consiste na ingestão de uma gota do óleo dissolvido em 50 ml de água de 10-30 minutos antes das refeições. O óleo já existe como remédio comercialmente distribuído no México.
Os compostos químicos a que se devem estas propriedades são citral, geraniol, metileugenol, mirceno, citronelal, ácido acético e ácido capróico. Tais componentes e, mais especificamente, o citral dão-lhe um aroma semelhante à lúcia-lima, bela-luísa ou limonete (Aloysia triphylla). Da sua inflorescência extrai-se um óleo essencial utilizado em repelentes de insectos.